# Wolfgang Mewes (Naturschützer)
Wolfgang Mewes (geboren am 26. Oktober 1942 in Zarrentin; gestorben am 20. Oktober 2022) war ein deutscher Kranichforscher und Naturparkleiter.

## Berufliche Tätigkeit
Er arbeitete von 1965 bis 1990 in Karow als Lehrer für die Unterrichtsfächer Biologie und Sport.
Wolfgang Mewes leitete im Jahr 1990 den Aufbau des Großschutzgebiets im Raum des Krakower Sees, das ab 1994 als Naturpark Nossentiner/Schwinzer Heide festgesetzt wurde. Bis zum Jahr 2005 war er als Leiter des Naturparks tätig.

## Wissenschaftliche Tätigkeit
Mewes’ wissenschaftliche Tätigkeit widmete sich besonders den Kranichen.
Für das Werk Die Vogelwelt Mecklenburgs (1977) hatte Mewes im Jahr 1969 die Bearbeitungen für den Kranich übernommen.
Im Jahr 1972 wurde Mewes in den 1956 gegründeten „Arbeitskreis zum Schutz vom Aussterben bedrohter Tiere“ berufen. Zusammen mit Gunter Schieweck und Peter Hauff leitete Mewes die im Jahr 1978 gegründete „Arbeitsgemeinschaft Gefährdete Tierarten“. Ihm und Hartwig Prange gelang es, ein Netzwerk an Kranichbetreuern aufzubauen, welches dann Grundlage wurde für die „Kranicharbeitsgruppe der DDR“. Nach der Wende schloss sich die Gruppe mit der westdeutschen Gruppe zur Arbeitsgemeinschaft Kranichschutz Deutschland zusammen; ab 2006 war Mewes deren Sprecher. Bis ins Jahr 2013 koordinierte er die Erfassung von Kranich-Brutpaaren in Deutschland. Er betreute den Aufbau des am 26. September 1996 eröffneten Kranich-Informationszentrums in Groß Mohrdorf. Von Oktober 1996 bis 2009 war er ehrenamtlicher Geschäftsführer der Kranichschutz Deutschland gGmbH.
Mewes veröffentlichte zahlreiche Fachbeiträge in Journalen sowie für internationale Kranichschutzkonferenzen in Europa und Asien und initiierte Sonder- und Schwerpunkthefte zum Kranich. Mit den beiden Autoren Hartwig Prange und Günter Nowald veröffentlichte er 1996 das Werk Kraniche – Mythen, Forschung, Fakten.

## Mitgliedschaften
Er gehörte zu den Gründungsmitgliedern der Arbeitsgemeinschaft Kranichschutz Deutschland, der Ornithologischen Arbeitsgemeinschaft Mecklenburg-Vorpommern sowie des Kreisverbandes Parchim des Naturschutzbundes Deutschland (NABU). Er gründete 1995 die Landesarbeitsgruppe Kranichschutz Mecklenburg-Vorpommern in der Naturparkverwaltung, deren Leitung er bis zu seinem Tod innehatte.

## Privates
Mewes wuchs in der Region des Schaalsees auf. Er war verheiratet und hatte zwei Kinder.

## Werke (Auswahl)
- Wolfgang Mewes, Günter Nowald und Hartwig Prange: Kraniche: Mythen, Forschung, Fakten, BRAUN-Verlag, ISBN 978-3-7650-8195-8
- Kranichschutz Deutschland, Nabu Deutschland, WWF
- Wolfgang Mewes, Günter Nowald: Verbreitung des Kranichs und Populationsdichte in Deutschland, in: NAD aktuell 6 (2012)
- G. u. J. Stübs Klafs: Die Vogelwelt Mecklenburgs, ISBN 978-3-334-00024-3